# Répás Béla
Répás Béla (Mátranovák, 1947. október 31. –) labdarúgó, beállós, edző.

## Pályafutása

### Klubcsapatban
1964-től a Salgótarjáni Bányász játékosa volt. 1966-ban mutatkozott be az első csapatban. Tagja volt az 1971–72-es idényben bajnoki harmadik helyezést elért együttesnek. 1966 és 1979 között 279 bajnoki mérkőzésen szerepelt és 23 gólt szerzett.

### A válogatottban
Tizenegyszeres utánpótlás válogatott (1969–71, 1 gól), hatszoros egyéb válogatott (1971–72), egyszeres Budapest válogatott (1972).

### Edzőként
1980-tól a Salgótarjáni BTC, serdülő, majd pályaedzője volt. 1984 és 1986 között a Nagybátonyi Bányász vezetőedzőjeként dolgozott.

## Sikerei, díjai
- Magyar bajnokság
  - 3.: 1971–72
- Magyar Népköztársasági Kupa (MNK)
  - döntős: 1967